# Asparagus setaceus
Asparagus setaceus, sinònim Asparagus plumosus comunament dit esparreguera fina o espareguera plomosa és una espècie de liana del gènere de l'esparreguera d'ús ornamental. És una planta nativa d'Àfrica del Sud. Esdevé planta invasora en moltes localitats.
El botànic Carl Sigismund Kunth va ser el primer a descriure'l amb l'epítet específic llatí saeta que significa "pèl".
Baker el va anomenar A. plumosus o Protasparagus plumosus (Baker) Oberm.

## Descripció

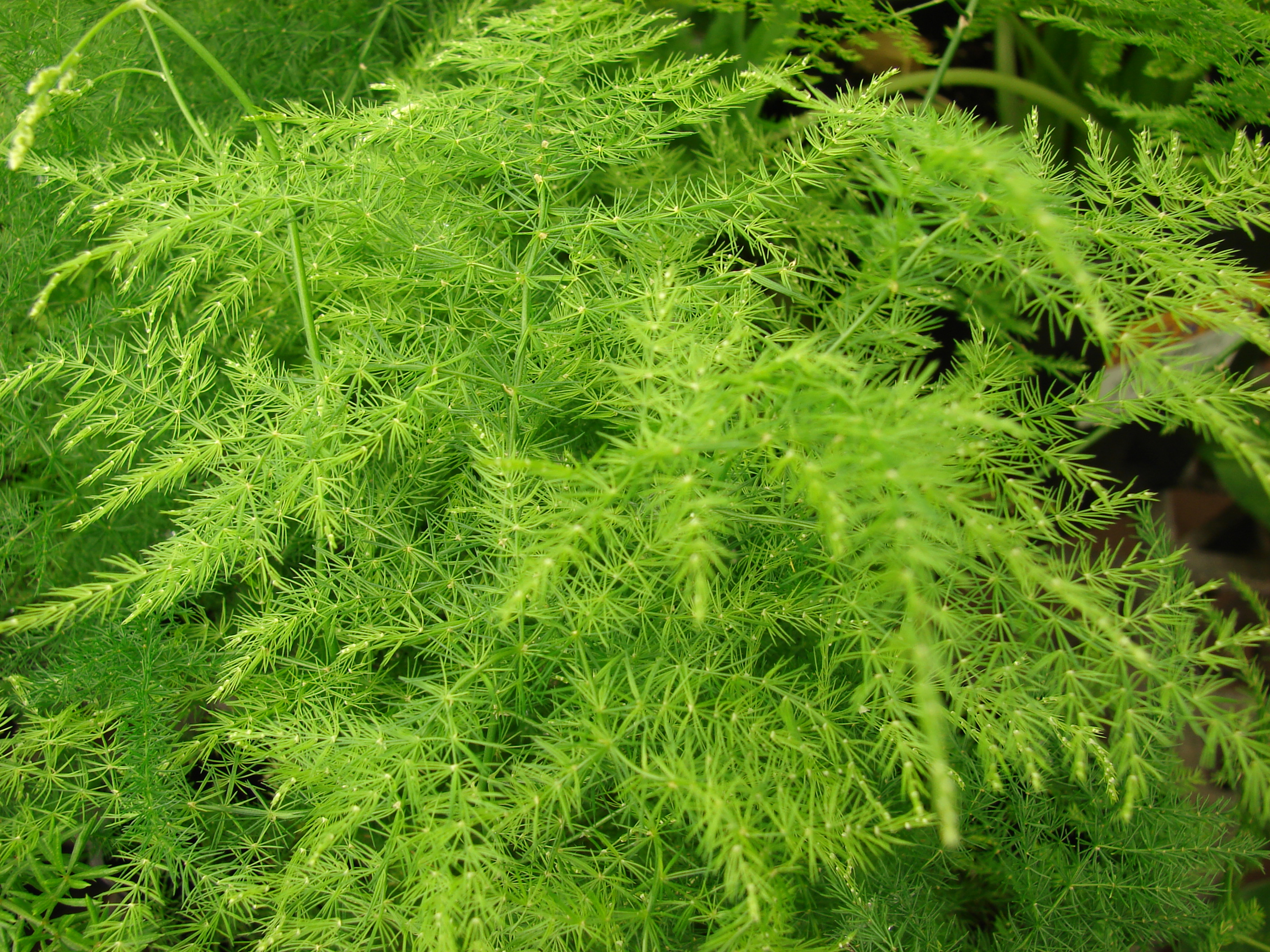
Fulles dAsparagus setaceus

Asparagus setaceus és una espècie de planta perenne amb tiges verdes, enfiladissa, primes (de com a màxim 3 mm. de diàmetre) i que atenyen diversos metres de llargada. Les fulles són realment cladodis que fan 0.1 mm de diàmetre i s'agrupen en frondes d'aspecte delicat i fràgil. Floreix de la primavera a la tardor amb flors campanulades blanques de 0.4 cm de llargada a les quals esdevenen fruits tòxics, verds que es fan negres en madurar.

## Cultiu
Asparagus setaceus es cultiva per a jardins, testos, arranjaments florals i com planta d'interior. És molt resistent però no tolera del tot llum directe ni temperatures frígides.